# Une combinaison gagnante
Pour plus de détails, voir Fiche technique et Distribution.
Une combinaison gagnante (Home Team en anglais) est un film canadien d'Allan A. Goldstein sorti en 1998. Ce film est également connu sous le titre Home Team, une équipe de champions en France.

## Synopsis
Le footballeur Henry Butler sacrifie sa carrière sportive par passion pour les jeux d'argent. Il est notamment condamné à des travaux d'intérêts généraux et doit s'occuper d'une équipe de jeunes footballeurs...

## Fiche technique
- Réalisation : Allan A. Goldstein
- Scénario : Jeff Lewis et Pierce O'Donnell
- Durée : 91 minutes
- Sortie : 1998

## Distribution
- Steve Guttenberg (VF : Jérôme Keen ; VQ : Pierre Auger) : Henry Butler
- Sophie Lorain : Karen
- Ryan Slater (VQ : Philippe Martin) : Julian
- Michel Perron (VQ : Manuel Tadros) : Cookie
- Carl Alacchi (VQ : Sébastien Dhavernas) : Larkin
- Johnny Morina (VQ : Hugolin Chevrette) : Alex
- Tyler Hynes (VQ : Xavier Morin-Lefort) : Chip
- David Deveau (VQ : Martin Pensa) : Pineapple
- Frank Schorpion (VQ : Michel M. Lapointe) : Vince
- Richard Jutras : Semary
- Ashton Laine Jersey : Meghan
- Willy Lavendel : Charlie
- Chad Connell : Eric